# Lidingö (Gemeinde)
Koordinaten: 59° 22′ N, 18° 8′ O

Lidingö ist eine Gemeinde (schwedisch kommun) in der schwedischen Provinz Stockholms län und historischen Provinz Uppland. Der Hauptort ist Lidingö.

## Geographie

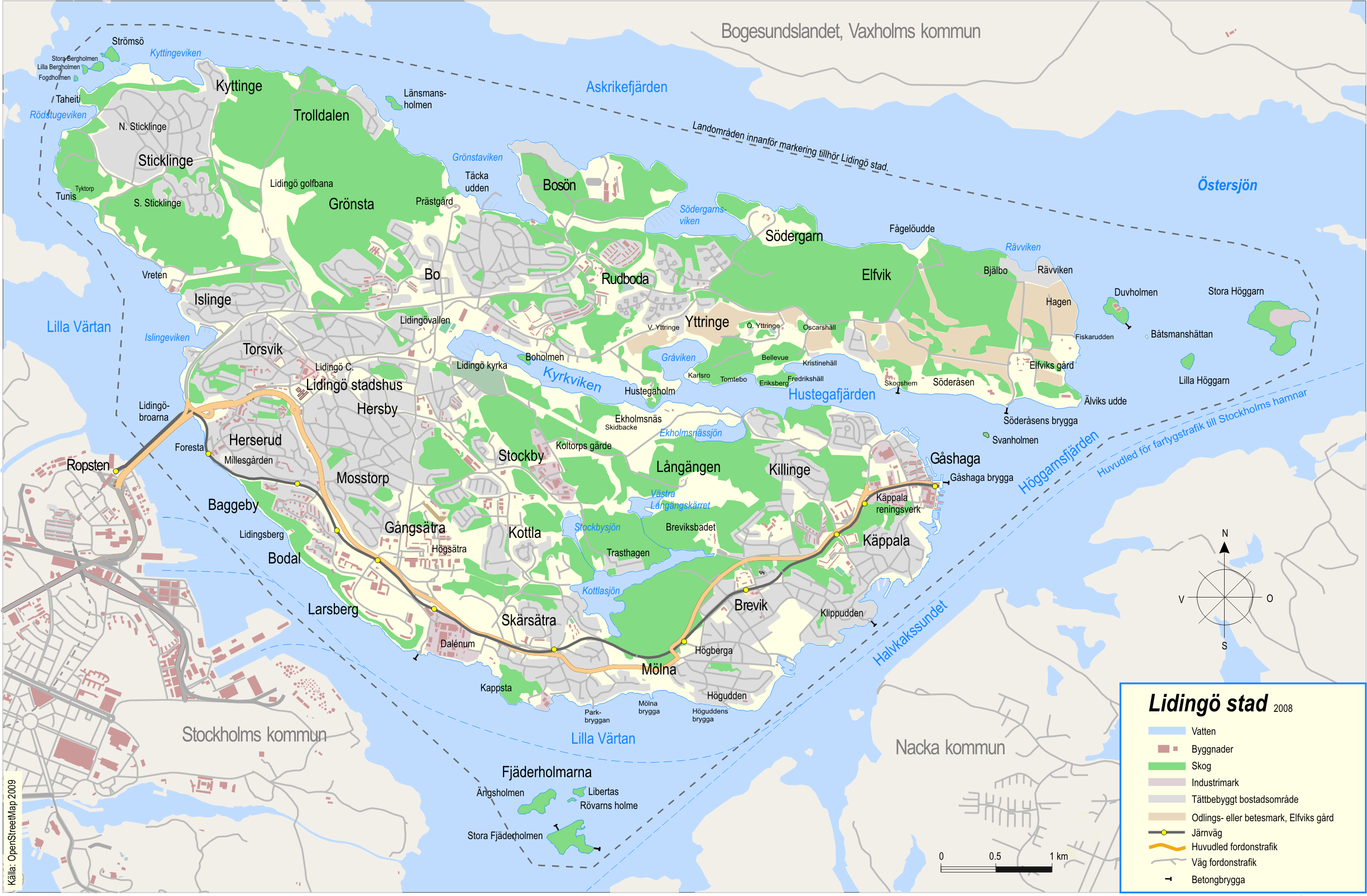
Karte von Lidingö

Lidingö hat eine Fläche von 30,9 km² und 41.636 Einwohner (31. Dezember 2013). Wie der Name schon vermuten lässt (schwedisch ö = Insel), liegt die Gemeinde komplett auf mehreren Inseln. Das Landschaftsbild ist hauptsächlich durch Villen und Wald geprägt. Lidingö ist durch zwei Brücken, eine für die Fußgänger und die Lidingöbana sowie eine für den Autoverkehr, mit dem Festland in Stockholm verbunden. Die Anschlussstelle der Lidingöbana in Richtung Stockholm ist Ropsten.

## Wirtschaft
Die meisten der Bewohner arbeiten in Stockholm. Die Vorortbahn Lidingöbana ist eine Zubringerbahn zur Tunnelbana. Der größte Arbeitgeber in Lidingö ist die Gemeinde selbst. Ansonsten sind etwa 650 Menschen bei der zum Linde-Konzern gehörenden AGA beschäftigt. AGA stellt vor allem Industriegase her und wurde 1904 auf Lidingö gegründet.

## Sehenswürdigkeiten

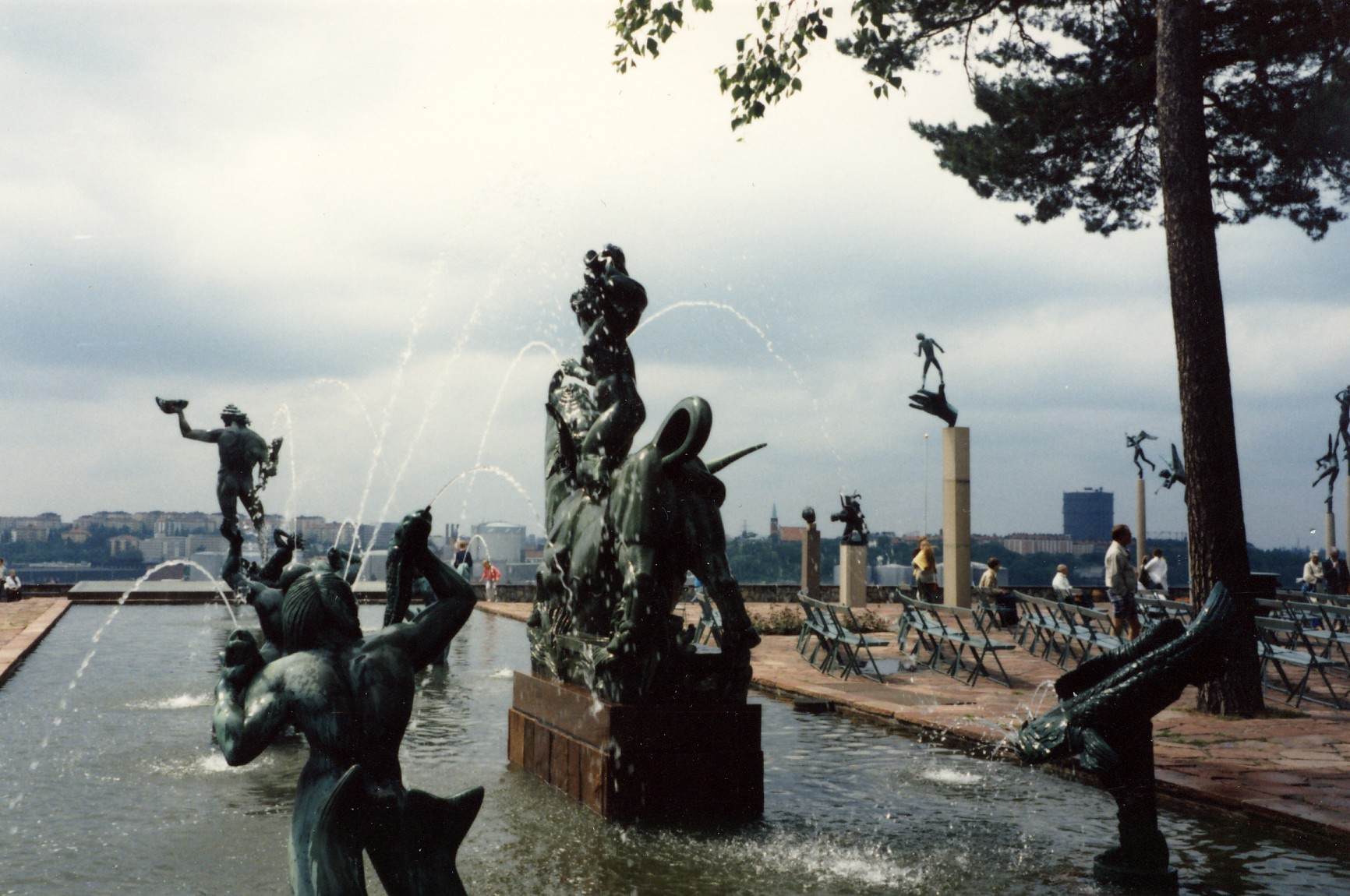
Millesgårdens Skulpturenpark

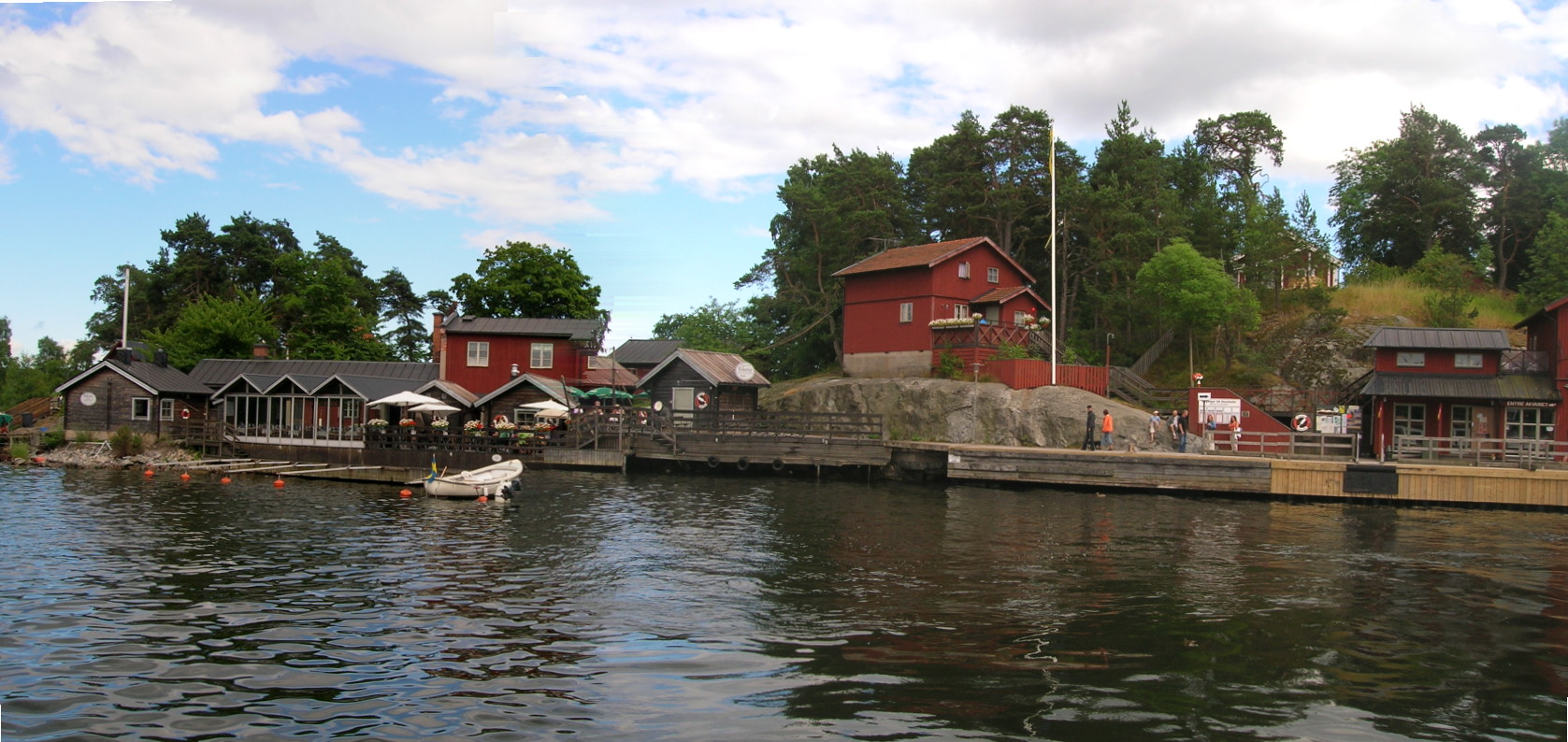
Ankunft auf Fjäderholmarna

- Millesgården ist ein Kunstmuseum und im Außengelände auch ein Skulpturenpark. Hier wohnte bis 1931 ursprünglich das Künstlerpaar Olga und Carl Milles. 1936 schenkte er sein Eigentum (Wohnhaus, Atelje und Garten) dem schwedischen Volk.
- Elfviks gård ist ein altes Herrschaftshaus am südwestlichen Ende von Lidingö. Es wird heute für Tagungen und Konferenzen genutzt.
- Fjäderholmarna sind eine Inselgruppe in der Hafeneinfahrt nach Stockholm und ein beliebtes Ausflugsziel. Lange Zeit war das Gebiet militärisches Sperrgebiet und somit war der Zutritt verboten. Nach der Öffnung für die Allgemeinheit wurden die Inseln für Touristen und die Stockholmer Bevölkerung erschlossen. Teile der heutigen Attraktionen sind in den alten unterirdischen Militäranlagen untergebracht. Die Boote fahren vom Nybroplan in Stockholm, Nacka und Gåshaga auf Lidingö aus.
- Raoul Wallenbergs Haus
- Lidingö kyrka Die alte Kirche Lidingös liegt auf einer Anhöhe am Ende des Kyrkviken („Kirchenbucht“). Die Kirche steht wahrscheinlich auf dem Platz einer mittelalterlichen, der Hl. Anna geweihten Holzkapelle. In Überlieferungen findet sich der Hinweis auf den Neubau im Jahr 1623, der von den Schlossherren von Djursholm und Lidingö, Reichsrat Svante Gustafsson Banér und dessen Gattin Ebba Grip, finanziert wurde. 1817 ließ der Eigentümer von Elfvik, der Industrielle Lars Fresk, den Glockenturm errichten.

## Veranstaltungen
Jedes Jahr im Herbst findet auf Lidingö ein 30 Kilometer langer Geländelauf statt, der den Namen Lidingöloppet trägt. Diese Veranstaltung gibt es seit 1965; sie zählt zu den vier Ausdauerwettbewerben, die als Ein schwedischer Klassiker bekannt sind.

## Partnerstädte
- Lohja
- Alameda, Kalifornien
- Saldus

## Söhne und Töchter der Gemeinde
- Raoul Wallenberg (1912–1952), schwedischer Diplomat und Retter von ungarischen Juden vor dem Holocaust
- Amanda Mair (* 1994), Popsängerin